# James J. Stoker
James Johnston Stoker (2 de marzo de 1905 – 19 de octubre de 1992) fue un matemático e ingeniero estadounidense. Fue director del Instituto Courant de Ciencias Matemáticas y es considerado uno de los fundadores del instituto, junto con Courant y Friedrichs. Stoker es conocido por su trabajo en geometría diferencial y teoría de olas.

## Carrera
Originario de Pittsburgh, Pensilvania, Stoker comenzó su carrera como ingeniero de minas. En la década de 1930 se trasladó a Zúrich para realizar el doctorado en mecánica en la Escuela Politécnica Federal de Zúrich . Uno de los primeros cursos que tomó allí fue el de Heinz Hopf sobre geometría. Stoker quedó tan impresionado por el tema que cambió su programa de doctorado a geometría diferencial Recibió su doctorado bajo la supervisión de Hopf y George Pólya. Posteriormente, Hopf recomendó a Stoker a Richard Courant. En 1937, Stoker, junto con el exalumno de Courant, Kurt O. Friedrichs, se unió a Courant en el Departamento de Matemáticas de la Universidad de Nueva York. Gracias a la formación de ingeniería de Stoker y al dominio de las matemáticas de Friedrichs, ambos colaboraron eficazmente en muchos problemas aplicados, como la teoría de placas.
Cuando Courant se jubiló en 1958, Stoker lo sucedió como director y ocupó el cargo hasta 1966. Fue durante el período de Stoker como director que el Instituto adquirió una mayor independencia dentro del marco de la Universidad. Se convirtió en el Instituto Courant de Ciencias Matemáticas en 1965. Friedrichs sucedió a Stoker como director en 1966.

## Honores y premios
- La Sociedad Matemática Americana seleccionó a Stoker como conferenciante Josiah Willards Gibbs para 1961.[4]
- En 1970, Stoker recibió la Medalla Timoshenko en reconocimiento a sus destacadas contribuciones al campo de la mecánica aplicada.[5]

## Obras
- Differential Geometry, Wiley-Interscience, 1969, 1989
- Water Waves: The Mathematical Theory with Applications, Wiley-Interscience 1957
- Nonlinear vibrations in mechanical and electrical systems, Wiley 1992
- con Kurt Friedrichs, P. Le Corbeiller, Norman Levinson: Nonlinear mechanics, Providence 1943
- Nonlinear Elasticity, Gordon and Breach 1968
- Topics in Nonlinear Elasticity, Courant Institute of Mathematical Sciences 1964

El libro de Stoker sobre Olas, Water Waves: The Mathematical Theory with Applications, es una obra importante que resume el estado del conocimiento en la teoría de olas en 1957. El enfoque se centra en la teoría de ondas lineales.